# Гуцульський полк морської піхоти УНР
Гуцульський полк Морської піхоти ― українське військове формування Армії УНР, що діяло у 1919—1921 роках в часи Директорії.

## Історія

### І-й Гуцульський полк Морської піхоти

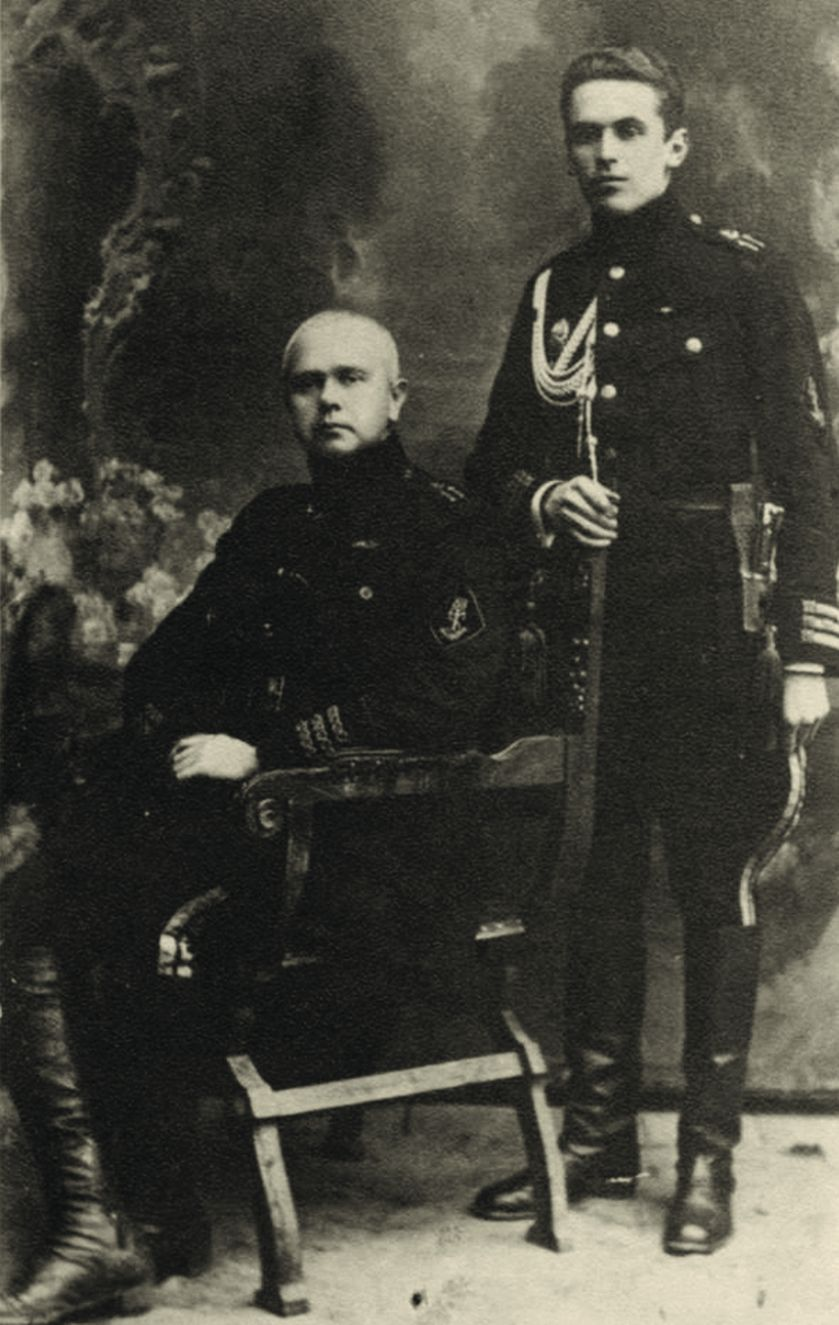
Морський міністр Михайло Білінський зі своїм ад'ютантом Святославом Шрамченком, 1919 рік.

Морський міністр Михайло Білинський в травні 1918 року розпочав процес створення підрозділу морської піхоти. 3 лютого 1919 року Директорія перенесла відділ командування морським полком до Вінниці, а згодом, за погодженням з Військовим Секретаріатом ЗУНР до Коломиї.

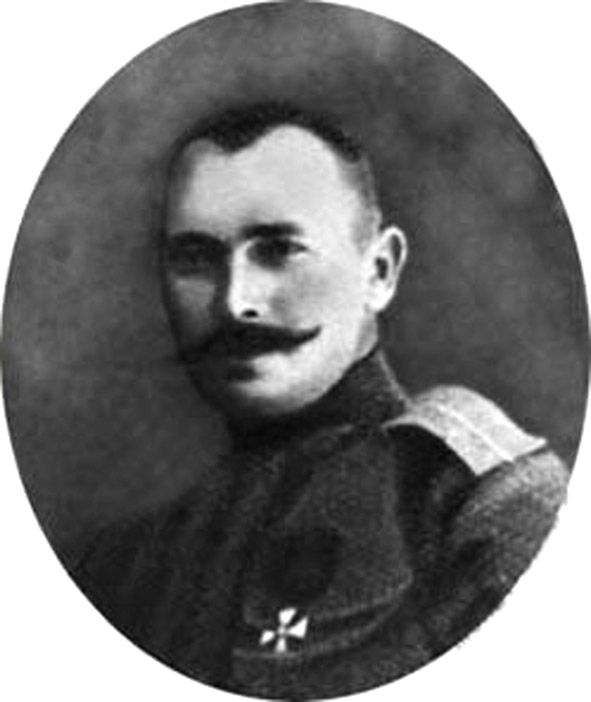
Перший комендант полку морської піхоти підполковник Гаврило Никогда

24 березня 1919 року було затверджено штат 1-го Гуцульського полку Морської піхоти та призначено його командиром сотника Володимира Гемпеля. Полк сформували у 20-х числах березня 1919 року в Бродах. В складі полку числилося 2374 особи, з них старшин — 63, лікарів — 5, урядовців — 9, козаків — 2297, коней — 415, з них верхових — 142, обозних — 273.
Після чого полк прибув до Рівного, отримав зброю та технічні засоби й вирушив на фронт під Київ. 25 травня 1919 року полк прибув на ст. Богданівка, звідки перейшов маршем на Чернилівку. Відтак 2 червня було організовано переправу через Збруч за 200 м південніше Оріхівця. 3 червня полкова розвідка вела бої в районі Волочиська. Того ж дня полк оволодів містечком Волочиськ та ст. Волочиськ. Було захоплено кулемет, набої для гармат і рушниці. Полк втрат не зазнав, було убито 7 більшовиків. Командиром полку спочатку був полковник морської піхоти Гаврило Никогда, а згодом лейтенант Кость Мандрика.
Невдовзі після того полк захопив Жмеринку, а далі вступив у перестрілку з махновцями. Далі воював у районі Одеси — ст. Роздільня. Частини морської піхоти стали елітарною частиною Дієвої Армії УНР, залишивши після себе добрі спогади українських воєначальників, зокрема генерал-хорунжого Омеляновича-Павленка. Лейтенант Святослав Шрамченко, будучи одним із співзасновників української морської піхоти згадував:
Українська морська піхота взяла активну участь у війні за державність. У квітні 1919 року, після чергової зміни Уряду УНР, Білинський подає у відставку з посади морського міністра та очолює Дивізію Морської Піхоти, яка в цей час перебувала на фронті. Її частини в складі 5 збірного полку київської дивізії брали участь у Першому Зимовому Поході армії УНР.

## Військовики
- Ісаєвич Іларіон Петрович - комендант